# Weronika Rosati
Weronika Anna Rosati (phát âm tiếng Ba Lan: [vɛrɔˈɲika ˈrɔsatʲi] ; sinh ngày 9 tháng 1 năm 1984) là một nữ diễn viên người Ba Lan. Cô bắt đầu sự nghiệp diễn xuất từ năm 2000 và được công nhận lần đầu tiên sau khi thủ vai Ania trong bộ phim truyền hình lãng mạn Ba Lan M jak miłość (2002–2005, 2018–2020). Cô tham gia một số phim truyền hình Ba Lan khác trước khi có được vai diễn điện ảnh đầu tiên trong bộ phim hành động đình đám Pitbull của Patryk Vega vào năm 2005. Những bộ phim của cô được giới phê bình đánh giá cao nhất là Obława (2012), mang về cho cô đề cử Giải thưởng Điện ảnh Ba Lan cho Nữ diễn viên xuất sắc nhất và Never Gonna Snow Again (2020).
Rosati bắt đầu sự nghiệp diễn xuất quốc tế của mình với một vai diễn nhỏ không được công nhận trong bộ phim Inland Empire năm 2006 của David Lynch. Kể từ đó, cô đóng thêm nhiều vai nhỏ khác trong các bộ phim nói tiếng Anh bao gồm The Iceman (2012), Bullet to the Head (2012), và USS Indianapolis: Men of Courage (2016) và làm khách mời trên một số chương trình truyền hình. Năm 2012, cô có một vai diễn thường xuyên trong bộ phim truyền hình kịch bản gốc Luck của đài HBO. Còn tại quê hương của mình, cô được đóng vai chính trong các bộ phim điện ảnh như Obce ciało (2014), Porady na zdrady (2017) và trong các phim truyền hình Majka (2009–2010), Czas Honorru (2010), Hotel 52 (2013), Strażacy (2015–2016) và Zawsze warto (2019–2020). Ngoài công việc diễn xuất, Rosati còn là một nhà hoạt động tích cực vì cho các nạn nhân của bạo lực gia đình.

## Cuộc đời và sự nghiệp

### Thời trẻ
Weronika Anna Rosati sinh ngày 9 tháng 1 năm 1984 tại Warsaw, Cha cô là Dariusz Rosati, một người Ý gốc Ba Lan, ông là giáo sư kinh tế và cựu thành viên Nghị viện Châu Âu. Còn mẹ cô tên là Teresa, một nhà thiết kế thời trang người Ba Lan. Cô có một người anh trai hơn 12 tuổi tên là Marcin. Khi cô hai tuổi, cô cùng gia đình chuyển đến Princeton, New Jersey, nơi cha cô làm giảng viên. Khi lên sáu, gia đình cô tiếp tục chuyển đến Thụy Sĩ sống trong 5 năm, trước khi quay trở lại Ba Lan. Việc dành phần lớn thời thơ ấu ở nước ngoài đã giúp cô thông thạo tiếng Anh và tiếng Pháp. Sau khi được xác nhận, cô đã lấy Dolores làm bí tích của mình.
Khi còn là một thiếu niên, Rosati tham gia câu lạc bộ kịch tại Nhà hát Warsaw Ochota và được đào tạo về khiêu vũ và nhào lộn tại Nhà hát Warsaw Studio Buffo. Cô theo học tại trường diễn xuất tư nhân Halina và Jan Machulski ở Warsaw. Năm 2003, cô bắt đầu học chuyên ngành diễn xuất tại Trường Điện ảnh Quốc gia ở Łódź. Tuy nhiên, chỉ sau một năm rưỡi, cô tạm dừng việc học để tham gia vào bộ phim M jak miłość và không bao giờ tiếp tục việc học ở đây nữa. Ở tuổi 21, cô chuyển đến New York và theo học tại nhiều trường diễn xuất khác nhau, bao gồm Học viện Diễn xuất và Nhà hát Stella Adler, Xưởng phim Larry Moss, và Xưởng phim Ivana Chubbuck. Cô cũng tốt nghiệp tại trường Sân khấu và Viện Điện ảnh Lee Strasberg.

### Sự nghiệp diễn xuất

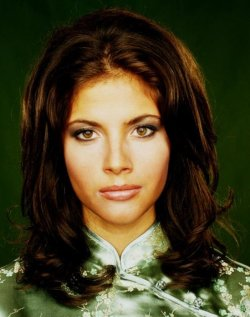
Rosati năm 2008

Rosati ra mắt khán giả vào năm 2000 với vai "Niki" trong bộ phim truyền hình Ba Lan Klasa na obcasach. Sau đó, cô tham gia với vai trò khách mời rất nhiều trong các tác phẩm truyền hình Ba Lan khác. Vai diễn đầu tiên được công nhận của côg vai Ania trong bộ phim tình cảm Ba Lan M jak miłość (L for Love) vào năm 2002. Cô rời loạt phim vào năm 2005, trước khi quay lại từ năm 2018 cho đến năm 2020. Vai diễn điện ảnh đầu tiên của cô là trong bộ phim chính kịch hành động Ba Lan Pitbull sản xuất vào năm 2005 do Patryk Vega đạo diễn. Bộ phim hết sức thành công với giới phê bình và trở thành một hiện tượng đại chúng. Nhờ vai diễn Gemma, người yêu của nhân vật chính (Marcin Dorociński), Rosati đã nhận được hai đề cử Giải Vịt Vàng.  Cô đã tiếp tục lại vai diễn này trong phiên bản truyền hình từ năm 2005 đến 2008.
Rosati bắt đầu sự nghiệp quốc tế của mình với một vai diễn nhỏ không được ghi nhận trong bộ phim Inland Empire năm 2006 của David Lynch. Sau đó, cô xuất hiện trong vai Bà Lawdale trong bộ phim kinh dị House năm 2008, một bộ phim thất bại thảm hại trong mắtgiới phê bình, với điểm số phê duyệt 0% trên chuyên trang tổng hợp phê bình Rotten Tomatoes. Năm 2009, cô tham gia vào dàn diễn viên chính của bộ phim chuyển thể Ba Lan của vở opera Jane the Virgin của Venezuela có tựa đề Majka, trong đó cô vào vai nhân vật Dagmara từ năm 2009 đến năm 2010. Năm 2010, cô đóng vai Rojza, một trong những cô gái làm việc tại xưởng lông thú ở Warsaw Ghetto, bị khủng bố bởi lính canh của Đức Quốc xã "Mongoł", trong mùa thứ ba của loạt phim truyền hình Czas Honorru (Những ngày của Danh dự) của Ba Lan về Chiến tranh Thế giới thứ hai. Năm 2011, cô đóng vai kẻ giết người hàng loạt Magdalena trong bộ phim truyền hình kinh dị 2011 Dame de pique (Dame of Spades) của đài France 2, chuyển thể từ tiểu thuyết cùng tên của Alexis Lecaye, được tờ Le Monde của Pháp đánh giá tốt. Cô cũng đóng vai một nhà báo tên Anna trong bộ phim giật gân năm 2011 Largo Winch II, và vào vai khách mời trong bộ phim truyền hình được đề cử giải Oscar, In Darkness của Agnieszka Holland. Vào năm 2012, Rosati được đóng một vai diễn thường xuyên là tay chơi poker Naomi trong bộ phim truyền hình gốc của HBO là Luck. Cũng trong năm này, cô còn đóng vai "Pestka", một cô gái đang cố gắng cứu em gái mình khỏi cái chết, trong Obława (Săn người), một bộ phim giật gân chiến tranh Ba Lan do Marcin Krzyształowicz làm đạo diễn. Bộ phim này đã giúp Rosati nhận được nhiều lời khen ngợi từ giới phê bình và có một đề cử cho Giải thưởng của Viện Hàn lâm Ba Lan cho Nữ diễn viên xuất sắc nhất. Rosati cũng bắt đầu xuất hiện nhiều hơn trong các bộ phim của Mỹ trong năm đó. Cô đóng vai Livi trong bộ phim tiểu sử The Iceman, Irena trong bộ phim hài tội phạm Stand Up Guys và Lola trong bộ phim hành động Bullet to the Head.

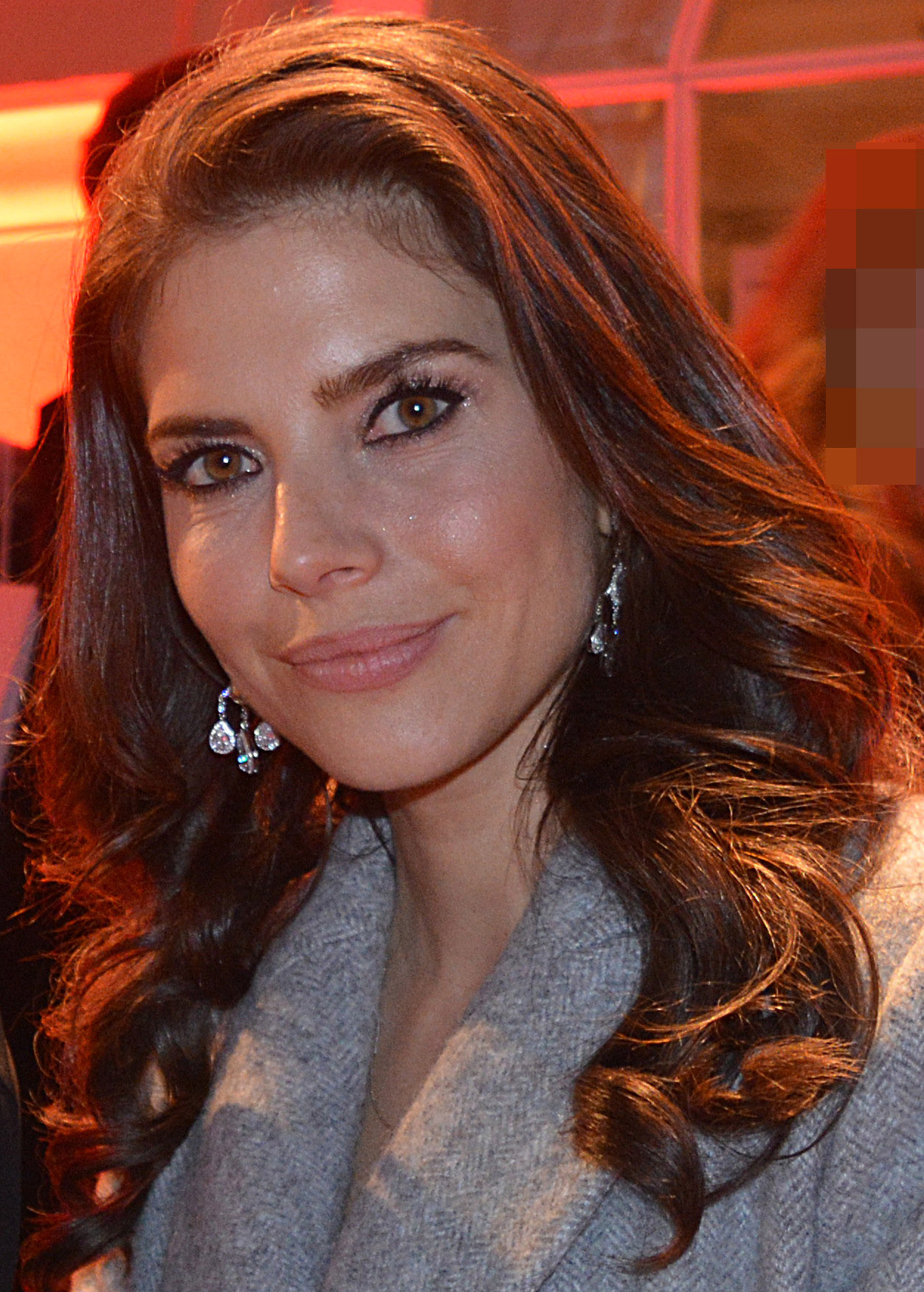
Rosati tại lễ trao Giải thưởng Điện ảnh Ba Lan năm 2017

## Các phim tham gia
| Films that have not yet been released | Đánh dấu các phim chưa được phát hành |

| Năm  | Tựa đề                                            | Vai diễn                   | Đạo diễn                            | Ghi chú |
| ---- | ------------------------------------------------- | -------------------------- | ----------------------------------- | --- |
| 2005 | Pitbull                                           | Gemma                      | Patryk Vega                         | Đề cử—Gịải Vịt vàng năm 2011 cho Người tình Màn ảnh xuất sắc nhất Đề cử—Giải Vịt vàng năm 2012 cho Diễn viên nữ Xuất sắc nhất trong phim Hành động của Ba Lan |
| 2006 | Inland Empire                                     | Courtesan                  | David Lynch                         | Không được ghi nhận |
| 2006 | Bezmiar sprawiedliwości (Immensity of Justice)    | Cô gái Protocole           | Wiesław Saniewski                   | |
| 2007 | Lynch                                             | Người phụ nữ trong nhà máy | —                                   | Phim tài liệu |
| 2008 | Senność (Drowsiness)                              | Người thực hành            | Magdalena Piekorz                   | |
| 2008 | House                                             | Bà Lawdale                 | Robby Henson                        | |
| 2009 | Smutna (The Sad One)                              | Anna                       | Piotr Matwiejczyk                   | |
| 2010 | Piotrek the 13th                                  | Angelina                   | Piotr Matwiejczyk                   | Cũng là đồng sản xuất |
| 2011 | Largo Winch II                                    | Anna                       | Jérôme Salle                        | |
| 2011 | Wojna żeńsko-męska (Battle of the Sexes)          | "Suka"                     | Łukasz Palkowski                    | Lồng tiếng |
| 2011 | In Darkness                                       | Người phụ nữ trẻ có con    | Agnieszka Holland                   | |
| 2012 | Obława (Manhunt)                                  | "Pestka"                   | Marcin Krzyształowicz               | Đề cử—Giải thưởng của Viện hàn lâm Ba Lan cho nữ diễn viên xuất sắc nhất                                                                                      |
| 2012 | The Iceman                                        | Livi                       | Ariel Vromen                        | |
| 2012 | Stand Up Guys                                     | Irena                      | Fisher Stevens                      | |
| 2012 | Bullet to the Head                                | Lola                       | Walter Hill                         | |
| 2013 | Planes                                            | Dottie                     | Wojciech Paszkowski                 | Lồng tiếng; phiên bản tiếng Ba Lan |
| 2013 | Battle of the Year                                | Jolene                     | Benson Lee                          | |
| 2013 | Last Vegas                                        | Veronica                   | Jon Turteltaub                      | |
| 2014 | The Nut Job                                       | Ilona                      | Dariusz Dunowski                    | Lồng tiếng; phiên bản tiếng Ba Lan |
| 2014 | Planes: Fire & Rescue                             | Dottie                     | Wojciech Paszkowski                 | Lồng tiếng; phiên bản tiếng Ba Lan |
| 2014 | Obce ciało (Foreign Body)                         | Mira Tkacz                 | Krzysztof Zanussi                   | Đề—Giải Rắn năm 2015 cho Cặp đôi Màn ảnh Tệ nhất Worst On-Screen Duet (with Agnieszka Grochowska)                                                             |
| 2016 | The New Adventures of Aladdin                     | Shallia                    | Agnieszka Matysiak                  | Lồng tiếng; phiên bản tiếng Ba Lan |
| 2016 | USS Indianapolis: Men of Courage                  | Louise McVay               | Mario Van Peebles                   | |
| 2017 | Porady na zdrady (Tips for Cheating)              | Beata Woltyńska            | Ryszard Zatorski                    | Đề cử—Giải Rắn năm 2018 cho Nữ Diễn viên Tệ nhất |
| 2017 | Frost                                             |                            | Šarūnas Bartas                      | Không được ghi nhận |
| 2018 | Podatek od miłości (Taxing Love)                  | Vợ của Ryszard             | Bartłomiej Ignaciuk                 | |
| 2019 | I'll Find You                                     | Bà Huber                   | Martha Coolidge                     | |
| 2020 | Never Gonna Snow Again                            | Wika / Zhenia's mother     | Małgorzata Szumowska Michał Englert | |
| 2021 | Send It!                                          | Eve                        | Andrew Stevens                      | Direct-to-digital |
| 2021 | Brigitte Bardot cudowna (Brigitte Bardot Forever) | Liz Taylor                 | Lech Majewski                       | |
| 2022 | It's Not Over                                     | Sarah                      | Alessandro Riccardi                 | |
| TBA  | Object Permanence                                 |                            | Filip Jan Rymsza                    | Quay phim |

### Phim truyền hình
| Năm                  | Tựa đề                                                | Vai diễn                              | Ghi chú                                                |
| -------------------- | ----------------------------------------------------- | ------------------------------------- | ------------------------------------------------------ |
| 2000                 | Klasa na obcasach                                     | "Niki"                                |                                                        |
| 2001                 | Marzenia do spełnienia                                | Weronika                              | Vai diễn thường xuyên                                  |
| 2002–2005, 2018–2020 | M jak miłość (L for Love)                             | Anna "Ania" Waszkiewicz               | Vai diễn thường xuyên                                  |
| 2002–2003            | Samo Życie                                            | Beata "Ujma"                          | 10 tập                                                 |
| 2002                 | As                                                    | Matylda Roszak                        | Tập: "Piotr i Ania" ("Peter và Anne")                  |
| 2003                 | Czego się boją faceci, czyli seks w mniejszym mieście | Dominika                              | 4 tập                                                  |
| 2003–2004            | Tak czy nie? (Có hay Không?)                          | Basia Barniłowska                     |                                                        |
| 2005–2008            | Pitbull                                               | Gemma                                 | Vai diễn thường xuyên                                  |
| 2007                 | Kryminalni (Crime Detectives)                         | Ania Lis                              | Tập: "Dziewczyna z okładki" ("Covergirl")              |
| 2008                 | Ranking gwiazd (Ranking the Stars)                    | Chính mình                            | Người tham gia chương trình                            |
| 2008                 | Daleko od noszy (Off the Stretcher)                   | Genowefa Basen sau phẫu thuật thẩm mỹ | Tập: "Niespodzianka na urodziny" ("Birthday Surprise") |
| 2008                 | Londyńczycy (Londoners)                               | Weronika Fox                          | 3 episodes                                             |
| 2009                 | 39 i pół (39 and a Half)                              | Ola                                   | 2 tập                                                  |
| 2009                 | Taniec z gwiazdami (Khiêu vũ với những Vì sao)        | Chính mình                            | Thí sinh mùa 10                                        |
| 2009–2010            | Majka                                                 | Dagmara Godzwon                       | Vai diễn thường xuyên                                  |
| 2010                 | Czas honoru (Days of Honor)                           | Rojza                                 | Mùa 3, 7 tập                                           |
| 2011                 | Dame de pique (Dame of Spades)                        | Magdalena                             | Phim truyền hình                                       |
| 2011                 | Bezmiar sprawiedliwości (Immensity of Justice)        | Cô gái protocole                      |                                                        |
| 2012                 | Luck                                                  | Naomi                                 | Vai diễn thường xuyên; 4 tập                           |
| 2012–2014            | Piąty Stadion (Sân vận động thứ năm)                  | Julie / Gabriela Kądzik               | Vai diễn thường xuyên; 26 tập                          |
| 2012                 | Ojciec Mateusz (Cha Matthew)                          | Marzena Kryger                        | Tập: "Czarna wdowa" ("Black Widow")                    |
| 2013                 | Spokojnie, to tylko ekonomia!                         | Herself                               | Người dự thi; 2 tập                                    |
| 2013                 | NCIS                                                  | Rivka David                           | Tập: "Berlin"                                          |
| 2013                 | Hotel 52                                              | Maria Jordan                          | Mùa 7                                                  |
| 2014                 | Rosemary's Baby                                       | Ginger                                | Tập: "Night One"                                       |
| 2015–2016            | Strażacy (Firefighters)                               | Kamila Miłek                          | Series regular                                         |
| 2015                 | Project Runway Poland                                 | Herself                               | Giám khảo khách mời; 1 tập                             |
| 2015                 | True Law                                              | Kamila Braun                          | 1 tập                                                  |
| 2015                 | True Detective                                        | Agnes                                 | Mùa 2, 2 tập                                           |
| 2016                 | Supernatural                                          | Delphine Seydoux                      | Tập: "The Vessel"                                      |
| 2016                 | Powiedz tak! (Say Yes!)                               | Sandra                                | 3 tập                                                  |
| 2016                 | The Detour                                            | Oksana                                | Mùa 1, 2 tập                                           |
| 2017                 | Belle Epoque                                          | Misia Antczak                         | 4 tập                                                  |
| 2017                 | Komisarz Alex (Inspector Alex)                        | Maja von Hertzenbach-Przybysz         | 1 tập                                                  |
| 2017                 | Ultraviolet                                           | "Limbo"                               | 1 tập                                                  |
| 2017–2019            | Chẩn đoán                                             | Beata Leśniewska                      | Vai diễn thường xuyên                                  |
| 2018                 | SNL Poland                                            | Herself                               | Guest host; 1 episode                                  |
| 2019                 | Echo serca                                            | Renata                                | 1 episode                                              |
| 2019–2020            | Zawsze warto                                          | Marta Kulesza                         | Vai chính                                              |
| 2021                 | NCIS: Los Angeles                                     | Vanya Leonova                         | Mùa 12, 2 tập                                          |

### Trò chơi điện tử
| Năm  | Tựa game   | Nhân vật | Ghi chú |
| ---- | ---------- | -------- | ------- |
| 2021 | The Medium | Marianne |         |